# Finlândia nos Jogos Paralímpicos de Verão de 2008
Finlândia participou dos Jogos Paralímpicos de Verão de 2008, que foram realizados na cidade de Pequim, na China, entre os dias 6 e 17 de setembro de 2008. A delegação finlandesa conquista seis medalhas (2 ouros, 2 pratas, 2 bronzes).